# Misiurewicz-Punkt
Der Misiurewicz-Punkt (auch Misiurewicz-Thurston-Punkt) ist nach dem polnischen Mathematiker  Misiurewicz benannt. Ein solcher Punkt wird berechnet, um die Ähnlichkeit einer zusammenhängenden Julia-Menge mit dem Rand der Mandelbrot-Menge für den gleichen Misiurewicz-Punkt in grafischer Darstellung nachzuweisen. In einer Veröffentlichung über die Ähnlichkeit der Mandelbrot-Menge und Julia-Menge zeigte Tan Lei, dass die an einem Misiurewicz-Punkt gelegene Darstellung der Mandelbrot-Menge, bis auf einen Vergrößerungsfaktor und eine Drehung, ein deformiertes Abbild der Julia-Menge an demselben Misiurewicz-Punkt ist.
Des Weiteren werden Misiurewicz-Punkte für die grafische Darstellung der Selbstähnlichkeit der Mandelbrot-Menge, Multibrot-Menge und bei Fraktalen verwendet.

## Definition
In der Literatur findet sich folgende Definition für den Misiurewicz-Punkt:
Der Parameterwert {\displaystyle c_{0}} ist genau dann ein Misiurewicz-Punkt, wenn der präperiodische Orbit in einen periodischen Orbit mündet.
Diese Definition basiert auf Eigenschaften einer rekursiven Folge, die im Folgenden erläutert werden.
Für ein komplexes quadratisches Polynom sei eine Rekursion in der Darstellung {\displaystyle f_{c}\colon {\overline {\mathbb {C} }}\mapsto {\overline {\mathbb {C} }},\,z\mapsto z^{2}+c} gegeben. Der Startwert {\displaystyle z_{0}=0} ist ein fest vorgegebener Anfangswert und der komplexe Parameter {\displaystyle c} ist eine frei wählbare Variable.
Mit diesen Festlegungen hat die rekursive Folge folgende Form:
{\displaystyle f_{c}^{0}(0)\mapsto f_{c}^{1}(0)\mapsto f_{c}^{2}(0)\mapsto f_{c}^{3}(0)\mapsto \cdots \mapsto f_{c}^{n}(0)}.
Hierbei bedeutet {\displaystyle f_{c}^{0}=z_{0}} und {\displaystyle f_{c}^{n}} die n-malige Hintereinanderausführung von {\displaystyle f_{c}} und darf nicht als n-te Potenz aufgefasst werden.
Sei nun der komplexe Parameter {\displaystyle c} für die weitere Berechnung auf den Wert {\displaystyle c_{0}} festgelegt und zur Abkürzung, dort wo es sinnvoll ist, {\displaystyle f_{c}^{l}(c_{0})=\alpha }. Dann hat die rekursive Folge für die {\displaystyle l}-te und {\displaystyle p}-te Hintereinanderausführung, unter der Bedingung, dass ein Misiurewicz-Punkt vorliegt, die Darstellung:
{\displaystyle 0\mapsto c_{0}\mapsto f_{c}(c_{0})\mapsto \cdots \mapsto f_{c}^{l}(c_{0})=\alpha \mapsto f_{c}(f_{c}^{l}(c_{0}))=f_{c}(\alpha )\mapsto \cdots \mapsto f_{c}^{p}(\alpha )=f_{c}(\alpha )\mapsto \cdots }.
Die Eigenschaften dieser Folge lassen sich wie folgt zusammenfassen:
- Bis zum {\displaystyle l}-ten Folgenglied wird ein präperiodischer Orbit erzeugt. Der präperiodische Orbit hat die Darstellung {\displaystyle \{0,c_{0},f_{c}(c_{0}),\cdots ,f_{c}^{l}(c_{0})\}} und es gilt {\displaystyle l\geq 1}, da {\displaystyle c_{0}} Bestandteil des präperiodischen Orbit sein muss.
- Ab dem {\displaystyle p}-ten Folgeglied entsteht ein zyklischer Orbit {\displaystyle \gamma =\{f_{c}^{p}(\alpha ),\cdots ,f_{c}^{2p-1}(\alpha )\}} und daher muss {\displaystyle p\geq 1} sein.
- Mittels Induktion kann gezeigt werden, dass {\displaystyle f_{c}^{k\cdot p}(\alpha )=f_{c}^{p}(\alpha )} für ein beliebiges {\displaystyle k\in \mathbb {N} } gilt.

## Beispiele
- Für den Startwert {\displaystyle c=i} ergibt sich für {\displaystyle f_{i}\colon \ z\mapsto z^{2}+i\ } mit {\displaystyle z_{0}=0} die rekursive Folge:

{\displaystyle 0\ \mapsto \ i\ \mapsto \ i-1\ \mapsto -i\ \mapsto \ i-1\ \mapsto \ldots \mapsto \ i-1\ \mapsto -i\ \mapsto \ i-1\ \mapsto \ldots } .
Der präperiodische Orbit lautet {\displaystyle \{0,i\}} und mündet in einen periodischen Orbit {\displaystyle \gamma =\{i-1,-i\}}. Demnach ist {\displaystyle i} ein Misiurewicz-Punkt.
- Bei einem Startwert {\displaystyle c=-{\tfrac {1}{2}}} lautet für {\displaystyle f_{-1/2}\colon \ z\mapsto z^{2}-{\tfrac {1}{2}}} mit {\displaystyle z_{0}=0} die rekursive Folge:

{\displaystyle 0\ \mapsto -{\tfrac {1}{2}}\ \mapsto -{\tfrac {1}{4}}\ \mapsto -{\tfrac {7}{16}}\ \mapsto -{\tfrac {79}{256}}\ \mapsto \ldots } .
{\displaystyle c=-{\tfrac {1}{2}}} ist kein Misiurewicz-Punkt, denn es existiert kein präperiodischer Orbit und kein periodischer Orbit.